# 부여 금성산성
부여 금성산성(扶餘 金城山城)은 충청남도 부여군 부여읍, 부소산 동남방 표고 121m의 금성산에 있는 성이다. 반월성이라고도 한다.